# Balas Juquinha
Balas Juquinha foi uma empresa brasileira, fabricante da marca homônima de balas e doces, com sede em Santo André, SP. A empresa foi fundada em 1945 com a razão social de Salvador Pescuma Russo & Cia. Ltda.. Iniciou suas atividades na fabricação de refresco em pó.
Somente em 1950 a empresa passaria a produzir balas, o produto que daria à empresa seu grande sucesso, desenvolvida por cozinheiras da empresa, cujo fundador era o português Carlos Maia. Seu nome foi uma homenagem ao amigo deste, chamado Juca. A embalagem do produto passou a estar na memória de muita gente: o desenho do rosto de um garoto loiro sorrindo. Posteriormente, a razão social da empresa foi alterada para Balas Juquinha Ind. Com. Ltda..
Em 1979, devido ao endividamento de seu proprietário, a empresa foi vendida ao italiano Giulio Luigi Sofio.
Grande parte de sua produção atual passou a ser direcionada à exportação para mais de 46 países. Além das tradicionais balas de vários sabores, a empresa passou a fabricar também pirulitos.
O auge de suas vendas ocorreu em meados da década de 1990, quando da implantação do Plano Real e muitas balas eram usadas como troco.
A fábrica foi fechada em junho de 2015 e sua produção encerrada. A fórmula da bala, ultrassecreta, foi vendida a um empresário do Rio de Janeiro, que não é do setor alimentício.. O comerciante carioca Antonio Tanque, administrador do Mercadão de Madureira, comprou do proprietário Giulio Sofio.
Em agosto do mesmo ano, a marca comercial voltou ao mercado, desta vez produzida por outra empresa, Florestal Alimentos, cuja fábrica fica em Lajeado, Rio Grande do Sul.